# Đức Hóa (xã)
Đức Hóa là một xã thuộc huyện Tuyên Hóa, tỉnh Quảng Bình, Việt Nam.
Xã Đức Hóa có diện tích 30,85 km², dân số năm 2019 là 5.812 người, mật độ dân số đạt 188 người/km².